# Кодекс Монпелье
Кодекс Монпелье́ (Montpellier Codex) — рукописный нотный кодекс XIII в., важнейший источник музыки Ars antiqua. Хранится в университетской библиотеке французского города Монпелье (отсюда название).

## Краткая характеристика
Рукопись была обнаружена органистом Феликсом Данжу в 1847 г. Ныне хранится на медицинском факультете университетской библиотеки Монпелье (фр. Montpellier, Bibliothèque Inter-Universitaire, Section Médecine, H196), стандартная аббревиатура RISM: F-Mo H196; принятая у музыковедов аббревиатура: Mo. Кодекс был составлен около 1300 г., предположительно в Париже. Содержит 345 многоголосных пьес (некоторые дублируются), преимущественно в жанре мотета, написанных в период 1250-1300 г. Наблюдения над различиями в нотации в (обширном) кодексе позволяют музыковедам делать важные выводы об эволюции средневековой музыки во Франции XIII века.
Тексты разнообразны по содержанию: парафразы св. Писания (иногда с назидательным акцентом), метрические молитвы (особенно молитвы, обращённые к Богородице, как например, латинский мотет No. 53 Ave virgo regia / Ave gloriosa mater / Domino), типичная для труверов куртуазная («рыцарская») лирика, пасторали, редко — танцевальные и застольные песни (пример последней — французский мотет No. 319 On parole / A Paris soir et matin / Fresse nouvelle).

## Состав
Содержит восемь «тетрадей» (лат. fasciculi). Основное содержание — политекстовый мотет Ars antiqua.
1. ff.1–22. Литургическая полифония Ars antiqua — органумы и кондукты.
2. ff.23–62. Тройные мотеты (cantus firmus + три контрапунктирующих голоса): 16 французских и 1 латинский
3. ff.63–86. 11 двойных мотетов (cantus firmus + два контрапунктирующих голоса), на смешанные тексты (латинский и французский).
4. ff.87–110. 22 латинских двойных мотета.
5. ff.111–230. 100 французских двойных мотетов (два — на провансальском языке).
6. ff.231–269. 75 французских двухголосных мотетов.
7. ff.270–349. 39 двойных мотетов — французских, латинских и макаронических. Возможно, более позднего происхождения, чем тетради 2-6.
8. ff.350–397. 42 двойных мотета на французские, латинские и франко-латинские тексты. Возможно, более позднего происхождения, чем тетради 2-6.

После составления основного корпуса сборника неизвестным переписчиком были сделаны дополнения к тетрадям 3, 5 и 7. 
Подавляющее большинство музыкальных пьес кодекса Монпелье не содержит авторских атрибуций. Идентифицированы (по большей части, в ранге гипотезы) Перотин (в первой тетради), Адам де ла Аль и Пьер де ла Круа.

## Издания
- Rokseth Y. Polyphonies du XIIIe siècle: le manuscrit H196 de la Faculté de médecine de Montpellier (Paris, 1935–9) (факсимиле, транскрипция выборки, научный комментарий).
- The Montpellier Codex, ed. H. Tischler. 4 vls. Madison, WI, 1978–85 (транскрипция всего кодекса, отдельное издание текстов с переводом на англ. яз., научный комментарий).